# Batu Betumpang
Batu Betumpang is een bestuurslaag in het regentschap Bangka Selatan van de provincie Bangka-Belitung, Indonesië. Batu Betumpang telt 2840 inwoners (volkstelling 2010).